# Církevní gymnázium Německého řádu
Církevní gymnázium Německého řádu je katolické gymnázium v Olomouci. Škola byla založena jako soukromé Moravské reálné gymnázium v roce 1991, v roce 2007 ji převzal Německý řád, který ji v únoru 2008 přejmenoval na Církevní gymnázium Německého řádu, spol. s r.o. Prvním a dlouhodobým ředitelem gymnázia byl Ivan Luger, který ze školy vybudoval prestižní gymnázium.
Škola je rozdělena na vyšší a nižší gymnázium. Nižší gymnázium má jednu třídu, která má zhruba 24 studentů. Vyšší gymnázium má dvě třídy zhruba po 24 studentech. Menší třídy umožňují osobní přístup učitelů k žákům. Škola klade důraz na komunitní život a osobní růst studentů.
Od třetího ročníku nabízí možnost volby specializovaných předmětů, což umožňuje zaměřit se na oblasti dle zájmu studentů. Po převzetí řádem škola přešla na moderní formu výuky využívající moderní technologie (každý student si zakoupí iPad za smluvní zálohu s možností odkoupení při ukončení studia, ústní zkoušení bude probíhat pouze ve zkouškovém období).

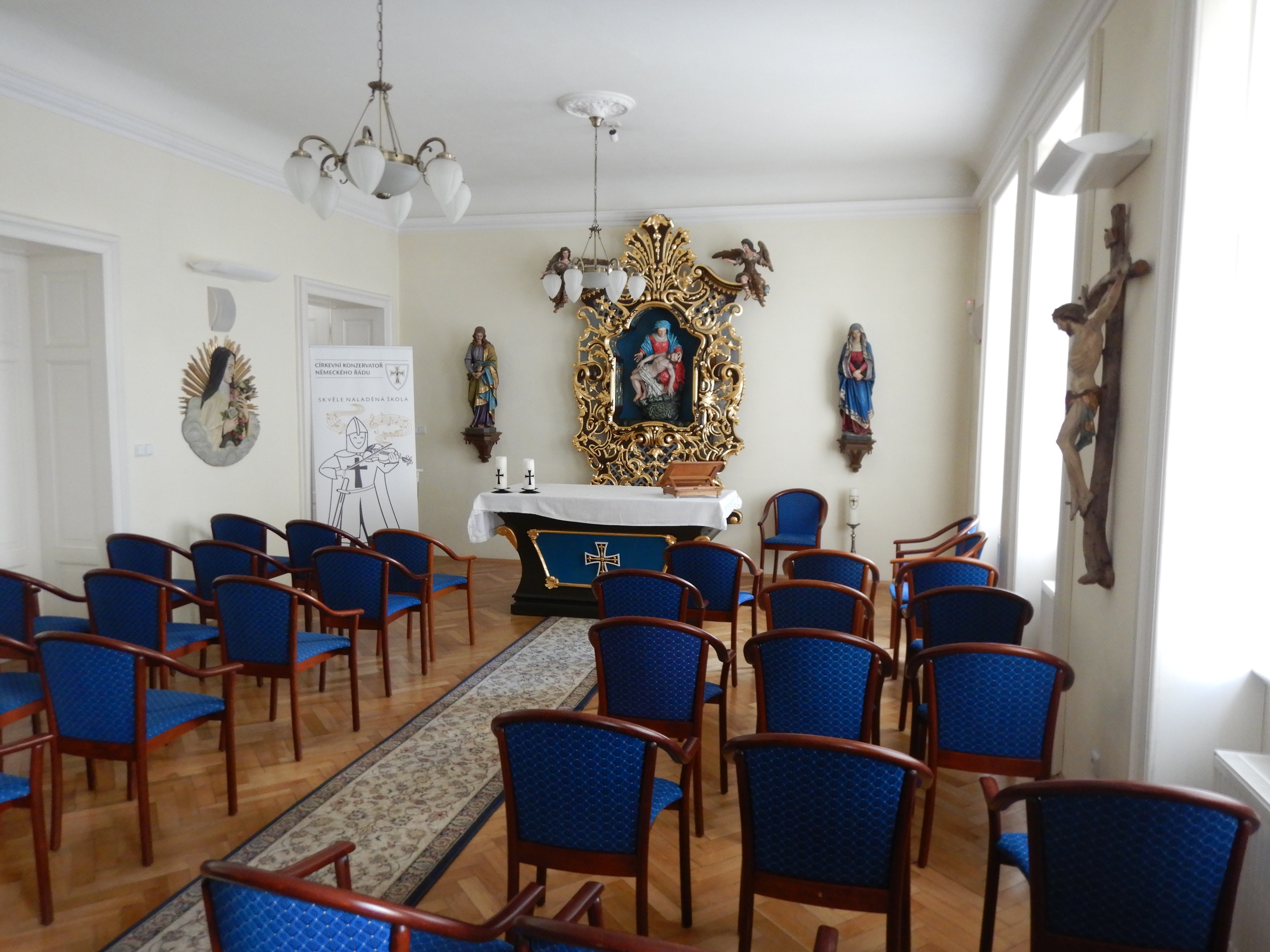
Kaple Panny Marie Bolestné byla na Církevním gymnáziu Německého řádu v Olomouci zřízena v roce 2012.